# فيرجينيا لوكي
فيرجينيا لوكي (بالإسبانية: Virginia Luque)‏ هي مغنية وممثلة أرجنتينية، ولدت في 4 أكتوبر 1927 في بوينس آيرس في الأرجنتين، وتوفيت بنفس المكان في 3 يونيو 2014 بسبب مرض.

## وصلات خارجية
- فيرجينيا لوكي على موقع IMDb (الإنجليزية)
- فيرجينيا لوكي على موقع ميوزك برينز (الإنجليزية)
- فيرجينيا لوكي على موقع قاعدة بيانات الأفلام السويدية (السويدية)
- فيرجينيا لوكي على موقع قاعدة بيانات الفيلم (الإنجليزية)
- فيرجينيا لوكي على موقع كينوبويسك (الروسية)